# Gonsans
Gonsans är en kommun i departementet Doubs i regionen Bourgogne-Franche-Comté i östra Frankrike. Kommunen ligger i kantonen Roulans som tillhör arrondissementet Besançon. År 2022 hade Gonsans 559 invånare.

## Befolkningsutveckling
Antalet invånare i kommunen Gonsans
Referens:INSEE